# Draconarius suttisani
Draconarius suttisani là một loài nhện trong họ Amaurobiidae.
Loài này thuộc chi Draconarius. Draconarius suttisani được Pakawin Dankittipakul & Jia-Fu Wang miêu tả năm 2008.